# Matriz de Ansoff

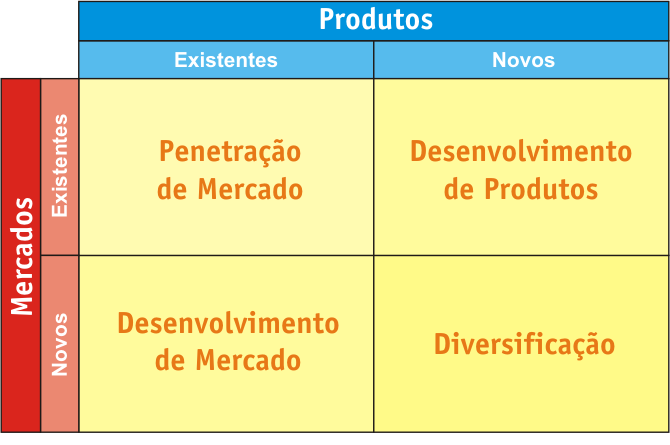
Matriz de Ansoff

A Matriz de Ansoff é uma ferramenta de planejamento estratégico que fornece uma estrutura para ajudar executivos, gerentes seniores e profissionais de marketing a criar estratégias para o crescimento futuro de uma organização.
Segundo Igor Ansoff, na década de 1950 as organizações passaram a se preocupar com o ambiente (ANSOFF, 1981). As empresas que visavam o lucro foram as que primeiro tiveram essa preocupação, e mais tarde os outros tipos de organização.
Enquanto pioneiros da administração como Taylor, Fayol, Mayo, entre outros renomados precursores da administração clássica tinham as suas visões voltadas para a parte interna das organizações, o ambiente externo passava, cada vez mais, a influenciar as organizações, e após a Segunda Guerra Mundial essa tendência ficou mais evidente, pois a produtividade não significava mais o sucesso de determinada organização, mas apenas se ela poderia ou não atender a demanda do mercado.
Logo esse problema foi identificado pelos estudiosos, e surgiram estudos do chamado planejamento estratégico. No início consistia apenas em uma análise racional das oportunidades, ameaças, pontos forte e fracos de uma organização de produção, e partir dessa análise era elaborada uma estratégia que conseguisse uma compatibilização positiva dessas variáveis com os objetivos da organização (ANSOFF, 1981). Nos anos posteriores foram sendo adicionadas novas variáveis que deveriam ser incluídas nos estudos estratégicos.
Uma delas diz respeito à implantação, pois apenas a análise do ambiente com a consequente elaboração das estratégias não garantia que essas seriam implantadas e controladas. Assim foram sendo adicionados mais alguns elementos em tais estudos, permitindo um significativo avanço do planejamento estratégico.
Após essa fase de aprimoramento dos estudos estratégicos, observa-se uma nova ênfase que diz respeito a surpresa, mudança ou antevisão de problemas de recursos ou quaisquer outros que possam ter impacto na organização. Essa nova tônica tem dominado alguns estudos mais recentes nos assuntos referentes a planejamento estratégico.
Em 1965, Ansoff escreveu o livro "Corporate Strategy: An Analytic Approach of Business Policy for Growth and Expansion", onde ele discorre sobre os estudos do problema estratégico das organizações e propõe uma ferramenta de análise do problema estratégico e definições de estratégias, a qual foi denominada Matriz de Ansoff.
Essa matriz é uma forma de representar algumas formas que o autor acreditava que poderiam aprimorar o negócio de determinada organização por meio de quatro estratégias distintas: penetração de mercado, desenvolvimento de mercado, desenvolvimento de produto e diversificação pura (MINTZBERG, 2001).
A matriz tem duas dimensões: produtos (ou serviços) e mercados. Sobre essas duas dimensões, quatro estratégias podem ser formadas:
- penetração de mercado: a empresa tenta conquistar clientes da concorrência, aumentando a sua quota de mercado;
- desenvolvimento de mercado: a empresa foca na conquista de novos mercados com os produtos existentes;
- desenvolvimento de produtos: a empresa busca criar produtos e serviços, oferecendo-os ao seu mercado habitual;
- diversificação: sendo a mais arriscada das estratégias, a empresa normalmente foca na comunicação explicando por que está entrando em novos mercados com novos produtos, visando ganhar credibilidade.